# Dracaena griffithii
Dracaena griffithii là một loài thực vật có hoa trong họ Măng tây. Loài này được Regel mô tả khoa học đầu tiên năm 1871.